# Sławomir Płatek

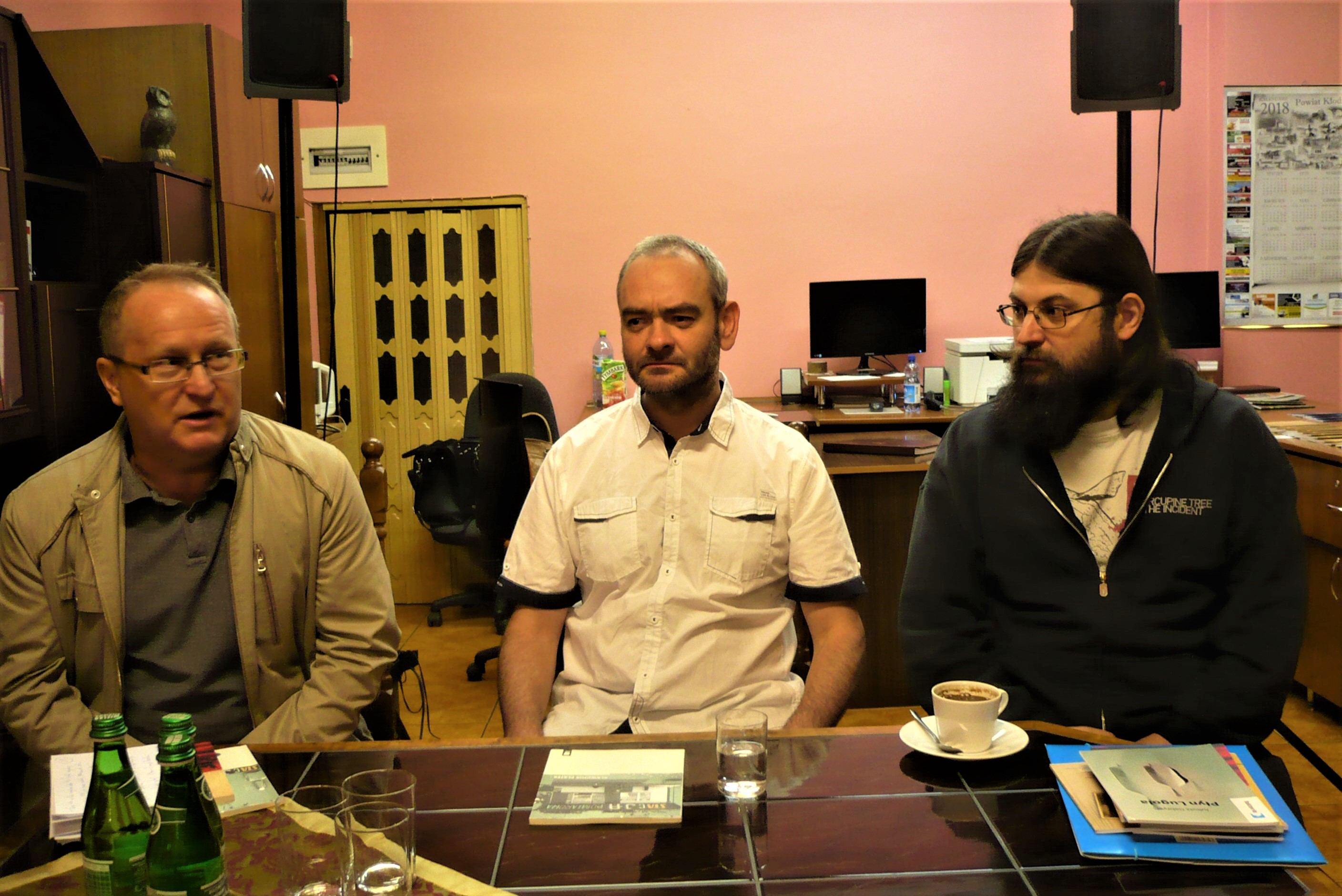
K. Maliszewski, S. Płatek i R. Wiśniewski w Nowej Rudzie, 2018

Sławomir Płatek (ur. 1974 w Gdańsku) – polski poeta, animator kultury i publicysta.

## Życiorys
Autor ośmiu książek poetyckich. Publikował m.in. w Arteriach, Blizie, Czasie Kultury, Frazie, Migotaniach, przejaśnieniach, sZAFie, Toposie, Zeszytach Poetyckich. Wielokrotny laureat konkursów literackich i poetyckich, m.in.: im. Michała Kajki (wyróżnienie 2010), Milowy Słup (II nagroda 2010), Złoty Syfon Stowarzyszenia Żywych Poetów (I nagroda 2011), O Złote Cygaro Wilhelma (II nagroda 2011), Struna Orficka (III nagroda 2011), Ogólnopolskie Literackie Spotkania Pokoleń (II nagroda 2012), im. Mieczysława Stryjewskiego (II nagroda 2013). Juror konkursów i turniejów poetyckich (m.in. O Laur Czerwonej Róży, im. Wandy Karczewskiej, O Czekan Jacka Bierezina, Wielki Iluminator). Inicjator i współorganizator cyklicznych warsztatów poetyckich Pomost, które odbywają się od 2009 w gminie Miastko, a także festiwalu Fala Poprzeczna w Gdańsku. Prezes Stowarzyszenia Salon Literacki. Zastępca redaktora naczelnego Internetowej Gazety Kulturalnej Salon Literacki. Redaktor Magazynu Filmowego Cinerama. Stypendysta marszałka województwa pomorskiego w 2015.
Mieszka w Gdańsku.

## Poezja
- Bez imienia (Danmar Biuro Edytorsko-Usługowe, Warszawa 2010)[17]
- Prześwietlenie (Stowarzyszenie Salon Literacki, Warszawa 2011) – pod pseudonimem Anna Kalina Modrakis[18]
- Awaria migawki (Fundacja Wspólnota Gdańska, Gdańsk 2012)[19]
- Wiersze dla Sophie Marceau i innych kobiet z którymi spałem (Gdańsk 2013)
- Stacja pomiarowa (WBPiCAK, Poznań 2016)[20]
- Elektryczny pyszczek Izydy (Stowarzyszenie Salon Literacki, Warszawa 2018)[21] – pod pseudonimem Anna Kalina Modrakis
- To po prostu brak (Stowarzyszenie Pisarzy Polskich, 2022)[22]
- obszar niejasny (Fundacja Kultury Afront, Bukowno 2024)[23]

## Inne publikacje
- współautor książki 1000 filmów, które tworzą historię kina (Wydawnictwo Dragon, Bielsko-Biała 2020)[24]
- artykuły w monografii Script. Zeszyty Gdyńskiej Szkoły Filmowej[25]